# Cristo Pantocratore

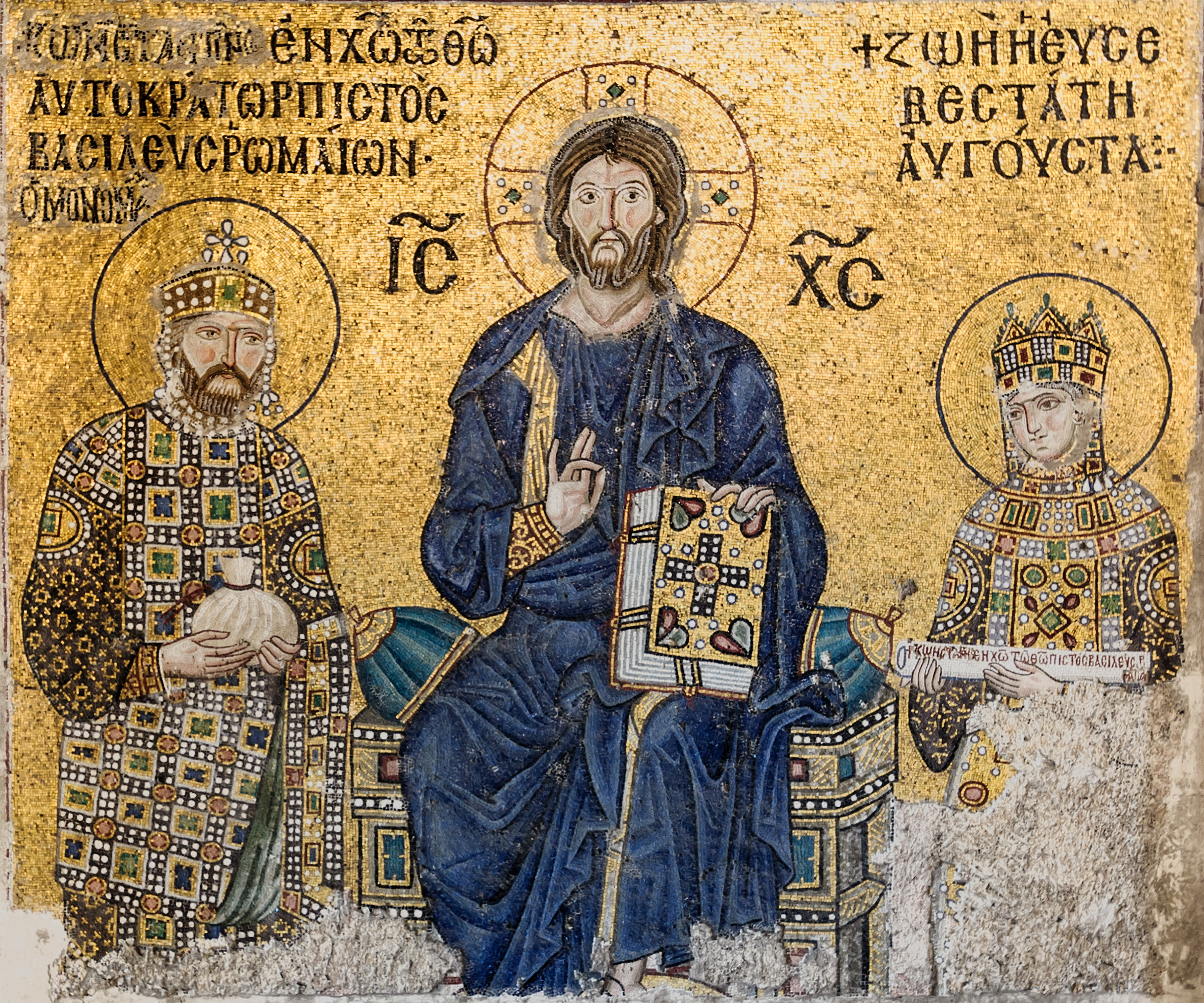
Mosaico della Basilica di Santa Sofia a Costantinopoli: Cristo Pantocratore con i donatori: l'imperatore Costantino IX e sua moglie Zoe.

Il Cristo Pantocràtore (Χριστός Παντοκράτωρ; dal greco pas, pasa, pan [tutto] e kràtein [dominare con forza, avere in pugno]) è una raffigurazione di Gesù (meglio dire "di Cristo")in gloria, tipica dell'arte bizantina e in genere paleocristiana e anche medievale, soprattutto presente nei mosaici e affreschi absidali. Egli è ritratto in atteggiamento maestoso e severo, vestito di porpora e seduto come giudice, alla fine dei tempi, su un trono prezioso. 
Con la mano destra è nell'atto di benedire con le tre dita alzate, secondo l'uso poi rimasto nella chiesa ortodossa. La disposizione delle dita di tale mano spesso tende a formare una "X" con indice e medio (lettera iniziale del nome "CH" latina) e una specie di "C" (lettera "S" greca, finale del nome) con pollice, anulare e mignolo, rappresentando le lettere iniziali e finali del nome "Cristo" in greco antico (Χριστός). 
Nell'altra mano tiene un libro, il Vangelo, che può essere chiuso o aperto sulle parole apocalittiche "Io sono l'Alfa e l'Omega" o salvifiche "Io sono la luce del mondo." Spesso ai lati sono raffigurati la Madonna e San Giovanni Battista che si rivolgono a Cristo in atteggiamento supplice, quali intercessori dell'umanità.

## Descrizione
Il Cristo Pantocratore è un'immagine di Dio in gloria, quale Origine, Signore e Giudice finale di tutte le cose create, che è raffigurata spesso nei ricchi mosaici dorati che decorano l'abside delle più grandi chiese orientali, come la Basilica di Santa Sofia a Costantinopoli (trasformata in moschea dal 1453, dopo la conquista turca) e poi occidentali; diventerà un soggetto tipico delle icone.
In Italia si trovano mosaici di scuola bizantina con raffigurazioni del Cristo Pantocratore nelle chiese arabo-normanne siciliane: nella Cattedrale peloritana - il Duomo di Messina - nella cappella Palatina di Palermo, duomo di Monreale, cattedrale di Cefalù, chiesa di San Silvestro a Tivoli, Chiesa della Martorana. Altri esempi nelle chiese ravennati (chiesa di San Vitale) e in altre come la Cattedrale di Pisa, il Duomo di Cremona, l'abbazia di Novalesa (Torino), la chiesa di Santa Maria foris portas a Castelseprio, il Duomo di Spoleto, la Basilica di San Marco (Venezia), la Basilica di Santa Maria Assunta (Torcello), il Battistero di San Giovanni (Firenze), la chiesa rupestre del Crocifisso di Lentini. Anche nell'eremo rupestre di San Bartolomeo in Legio presso Roccamorice (PE) vi è un affresco duecentesco attribuito a Gentile da Rocca con un Cristo Pantocratore benedicente di straordinaria eleganza.
Ad Alatri (FR), in un'angusta intercapedine all'interno del chiostro attiguo alla Chiesa di San Francesco, è stato scoperto, una ventina di anni fa, un affresco murale, raffigurante un Cristo Pantocratore all'interno di un labirinto dal tracciato simile a quello presente sul pavimento della cattedrale di Chartres.
In Provincia dell'Aquila è presente nell'affresco dell'abside dell'Abbazia di San Pietro ad Oratorium a Capestrano.
In Provincia di Caserta è presente nell'abside dell'Abbazia di Sant'Angelo in Formis a Sant'Angelo in Formis (Capua), nell'abside della Chiesa di San Rufo Martire (sec. XI) di Piedimonte di Casolla (Caserta). Ormai del tutto scomparso, era presente anche nell'abside dell'Abbazia di San Pietro ad Montes (sec. XI) di Piedimonte di Casolla (Caserta), chiesa per certi versi gemella a quella di Sant'Angelo in Formis.
Il Cristo nel V secolo era considerato il principio organizzatore del Cosmo, generato e non creato da Dio Padre, la chiave di comprensione della realtà e la risposta al mistero dell'esistenza. Il desiderio umano di ordine aveva trovato il suo esaudirsi in Gesù, il Logos incarnato, la ragione e la struttura del cosmo. Le implicazioni intellettuali e spirituali di questo significato di Cristo Cosmico sono avvertite ancora oggi. L'eminente filosofo Alfred North Whitehead ha avanzato l'idea che la visione scientifica del mondo, ora così profondamente impressa nella coscienza occidentale, abbia le sue radici nella teologia dei Cristiani del V secolo.

## Galleria d'immagini

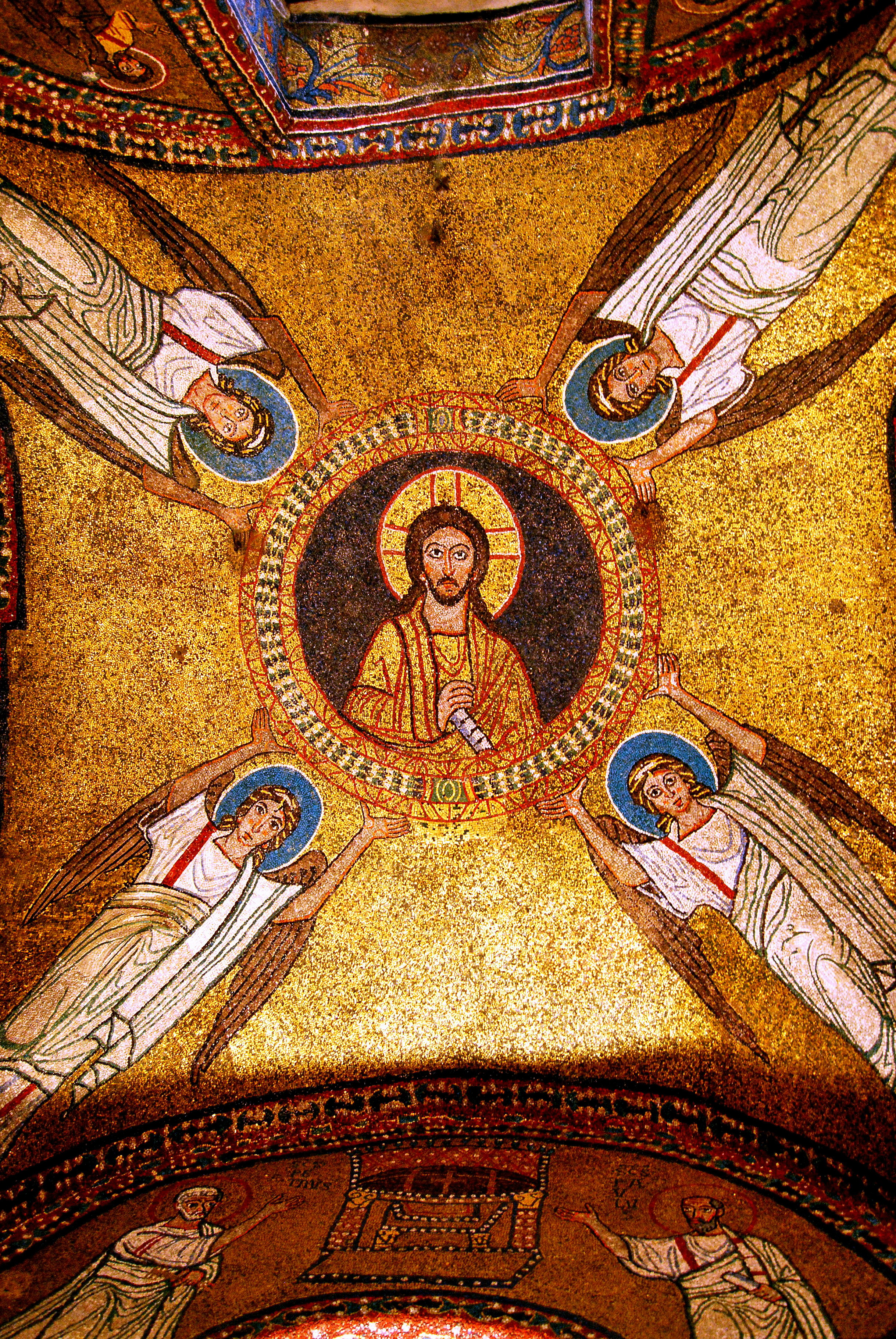
Cristo Pancreatore con quattro angeli del Sacello di San Zenone della Basilica di Santa Prassede di Roma in Italia.
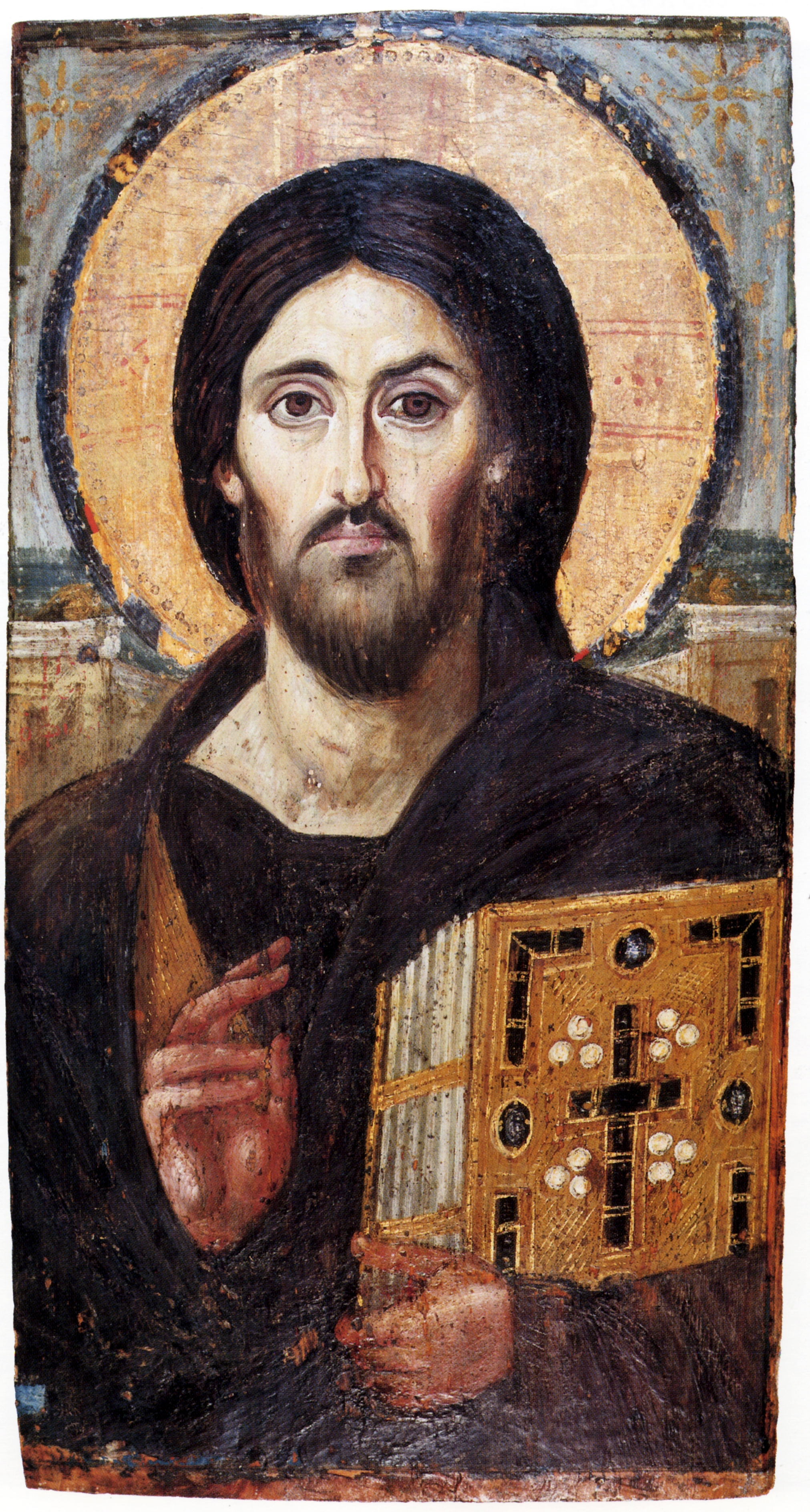
Cristo Pantocratore del Monastero di Santa Caterina al Sinai, Egitto.
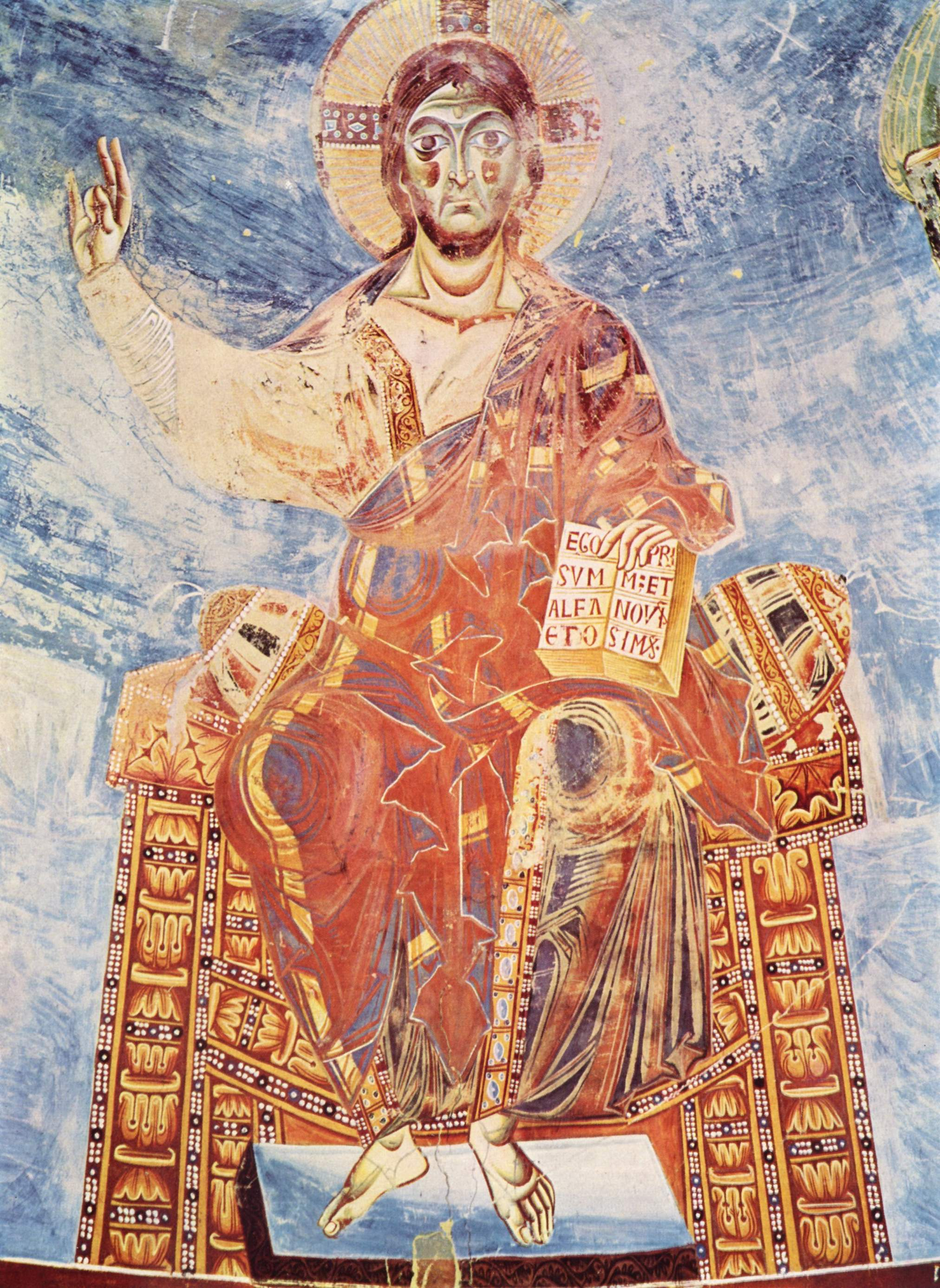
Cristo Pantocratore nella Abbazia di Sant'Angelo in Formis.
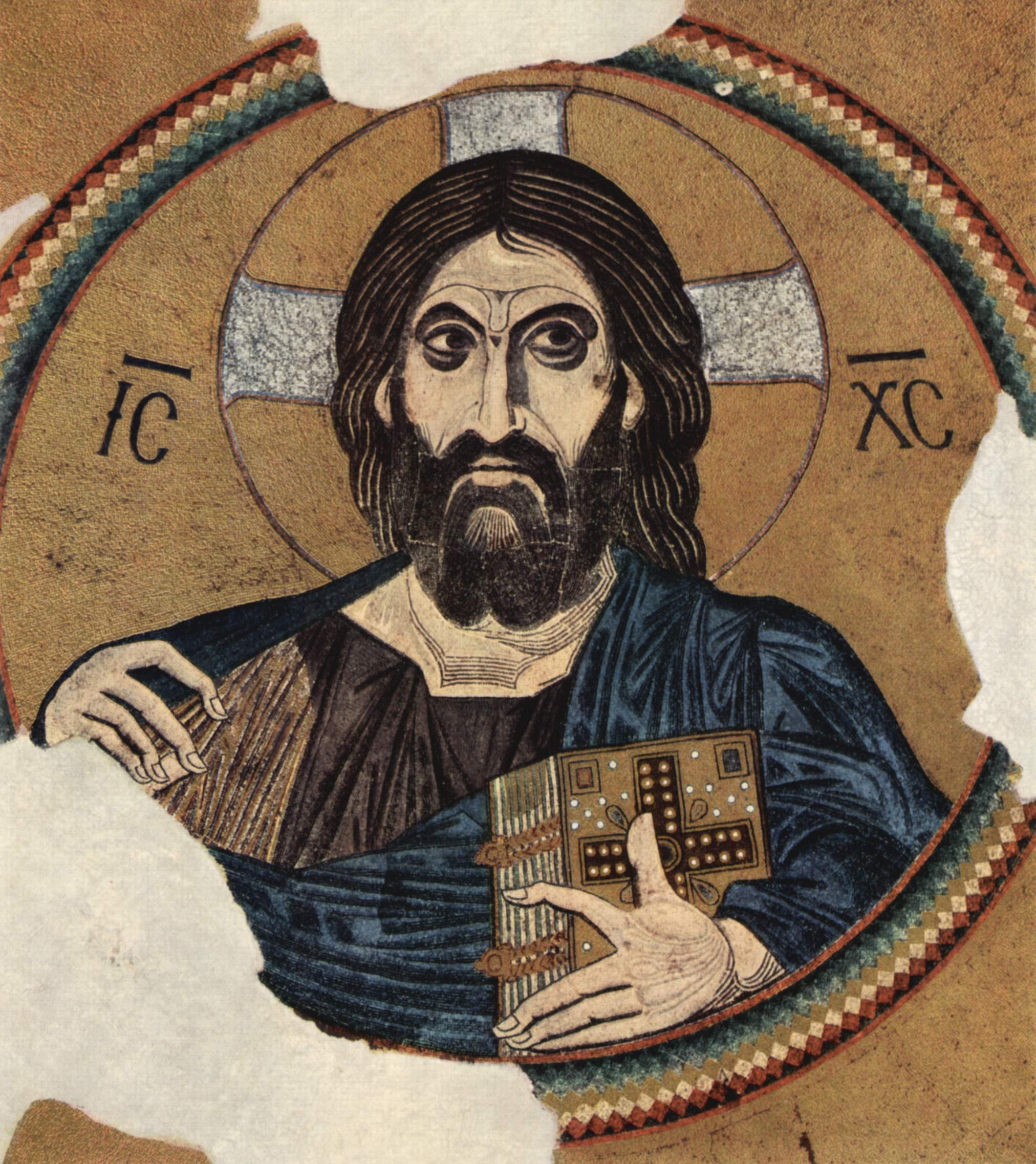
Cristo Pantocratore a Dafni, Grecia.
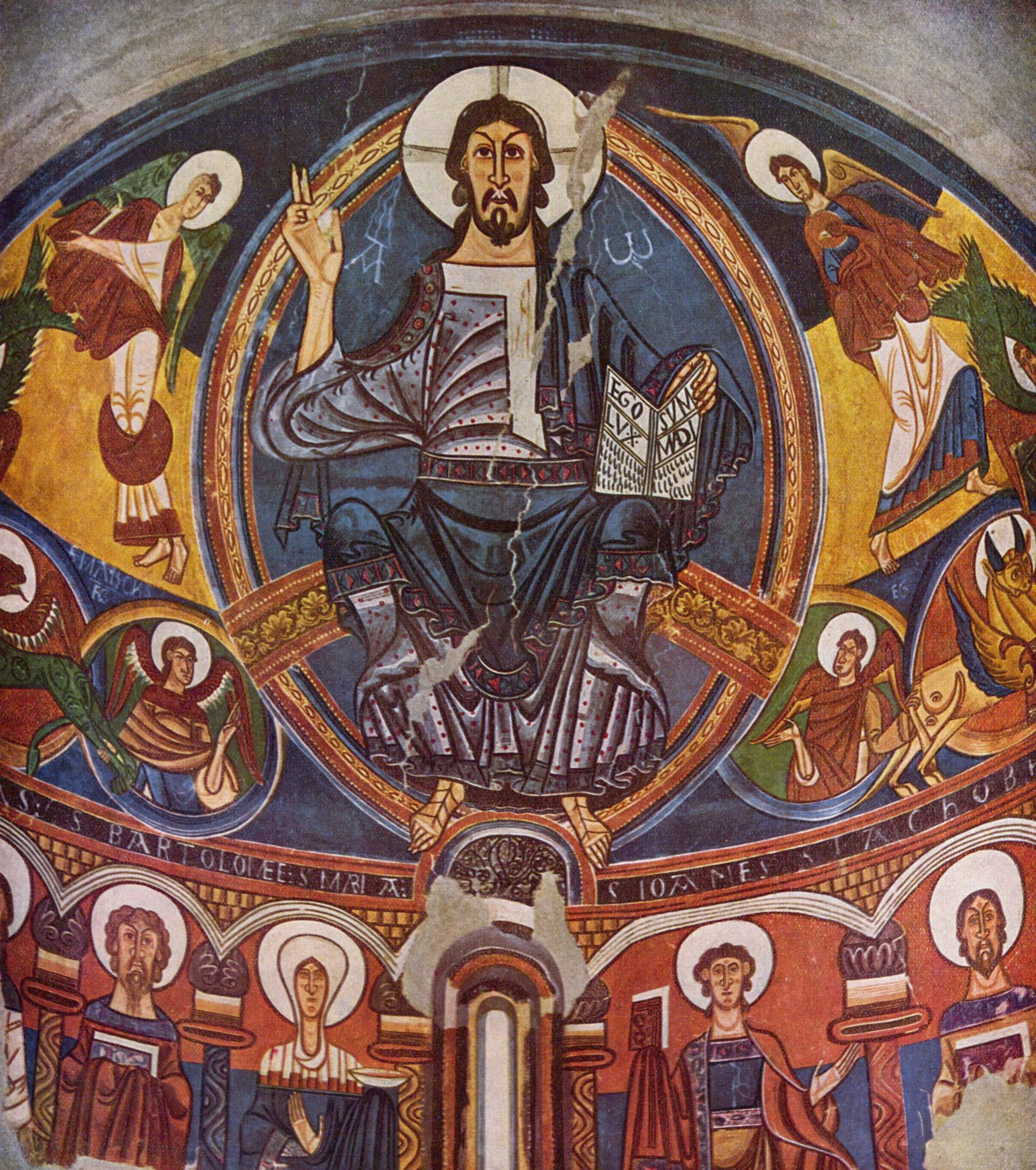
Abside di San Clemente di Taüll, Spagna.
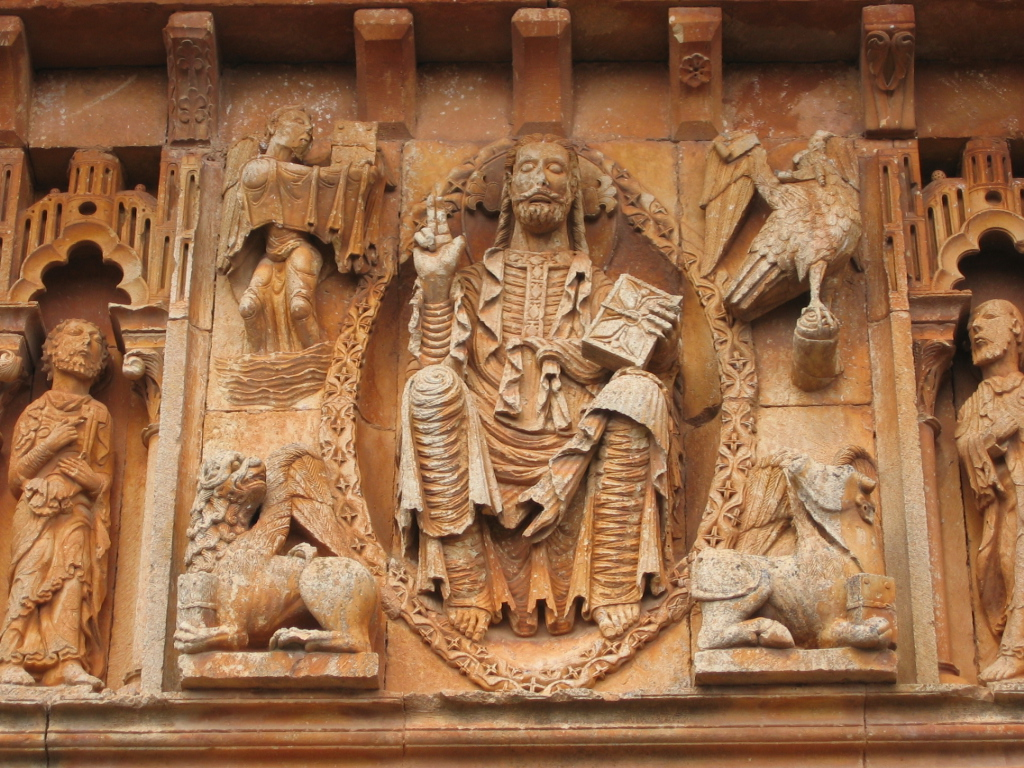
Cristo Pantrocratore del portico di San Giovanni Battista a Moarves de Ojeda, Spagna.
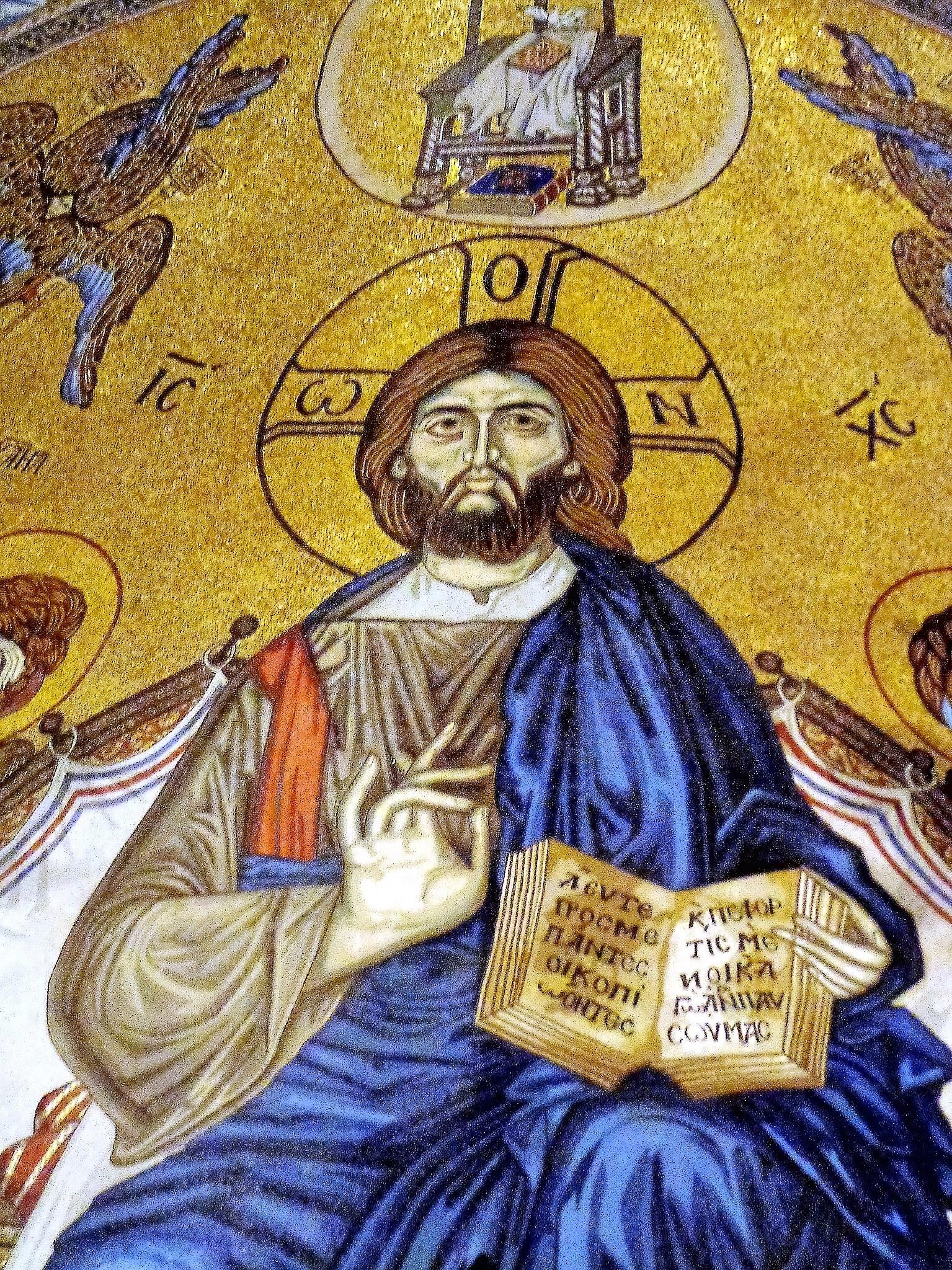
Cristo Pantocratore dell'abside del Duomo di Messina.
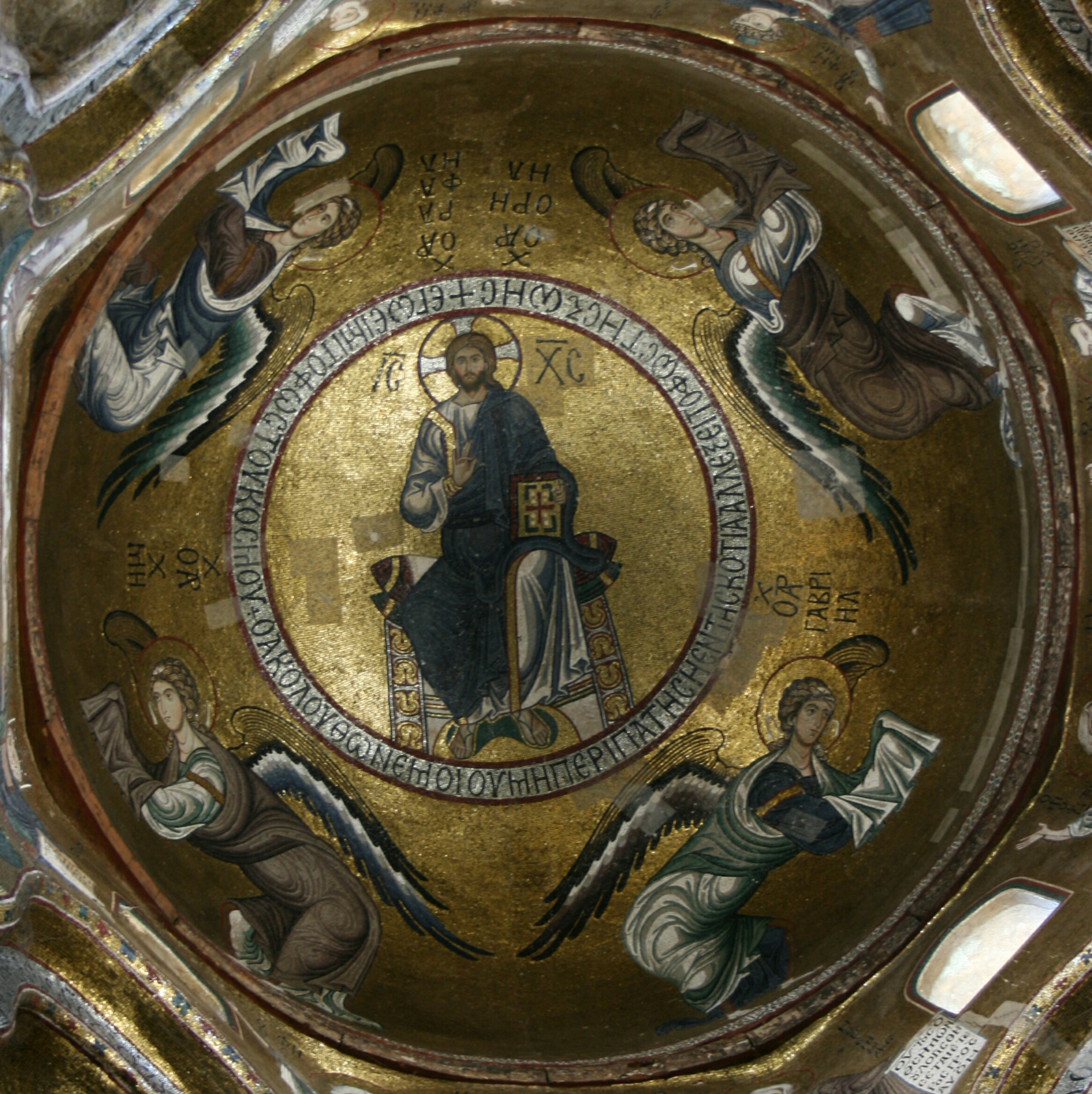
Cristo Pantocratore nella cupola della Chiesa della Martorana a Palermo.
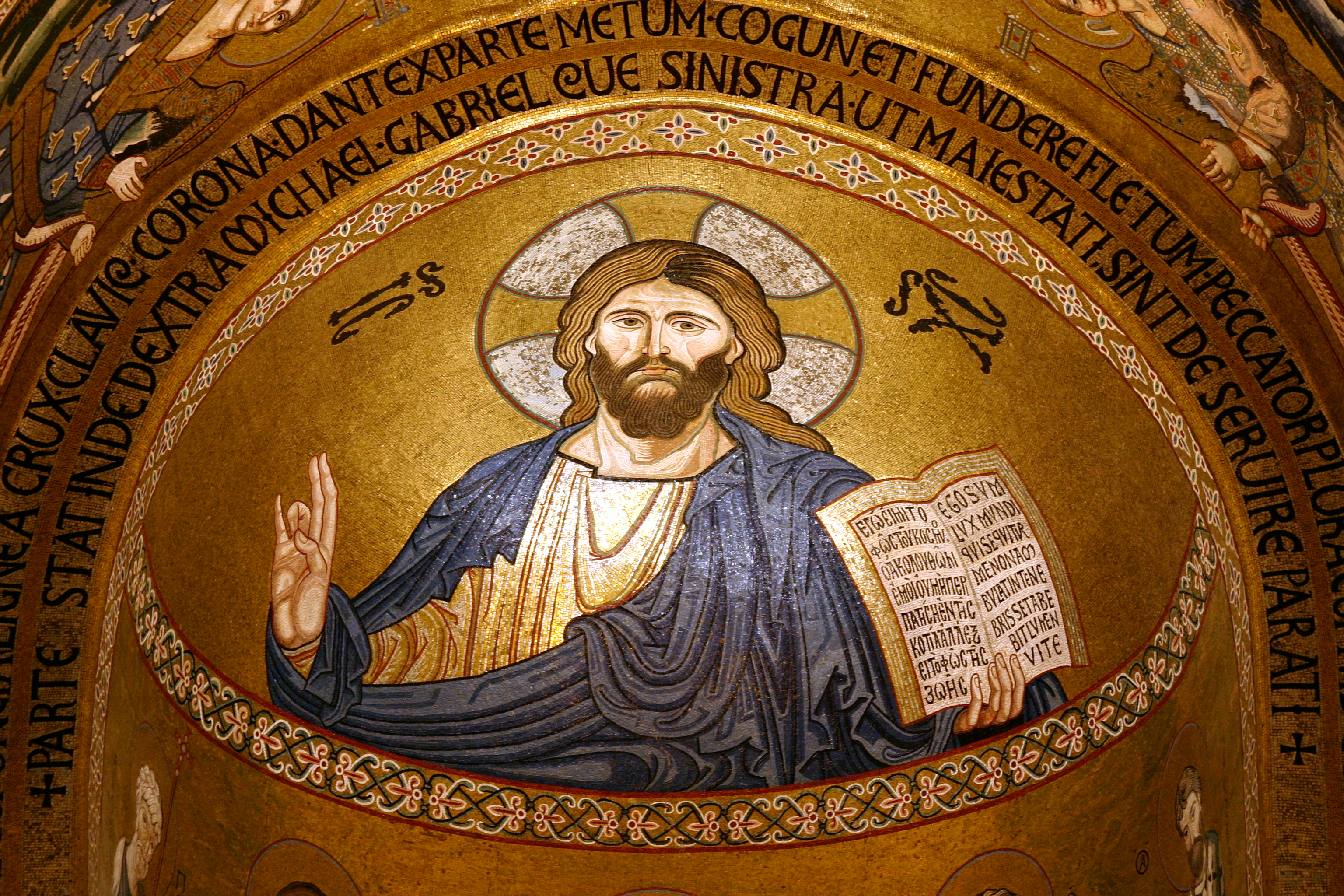
Cristo Pantocratore nella Cappella Palatina di Palazzo dei Normanni a Palermo.
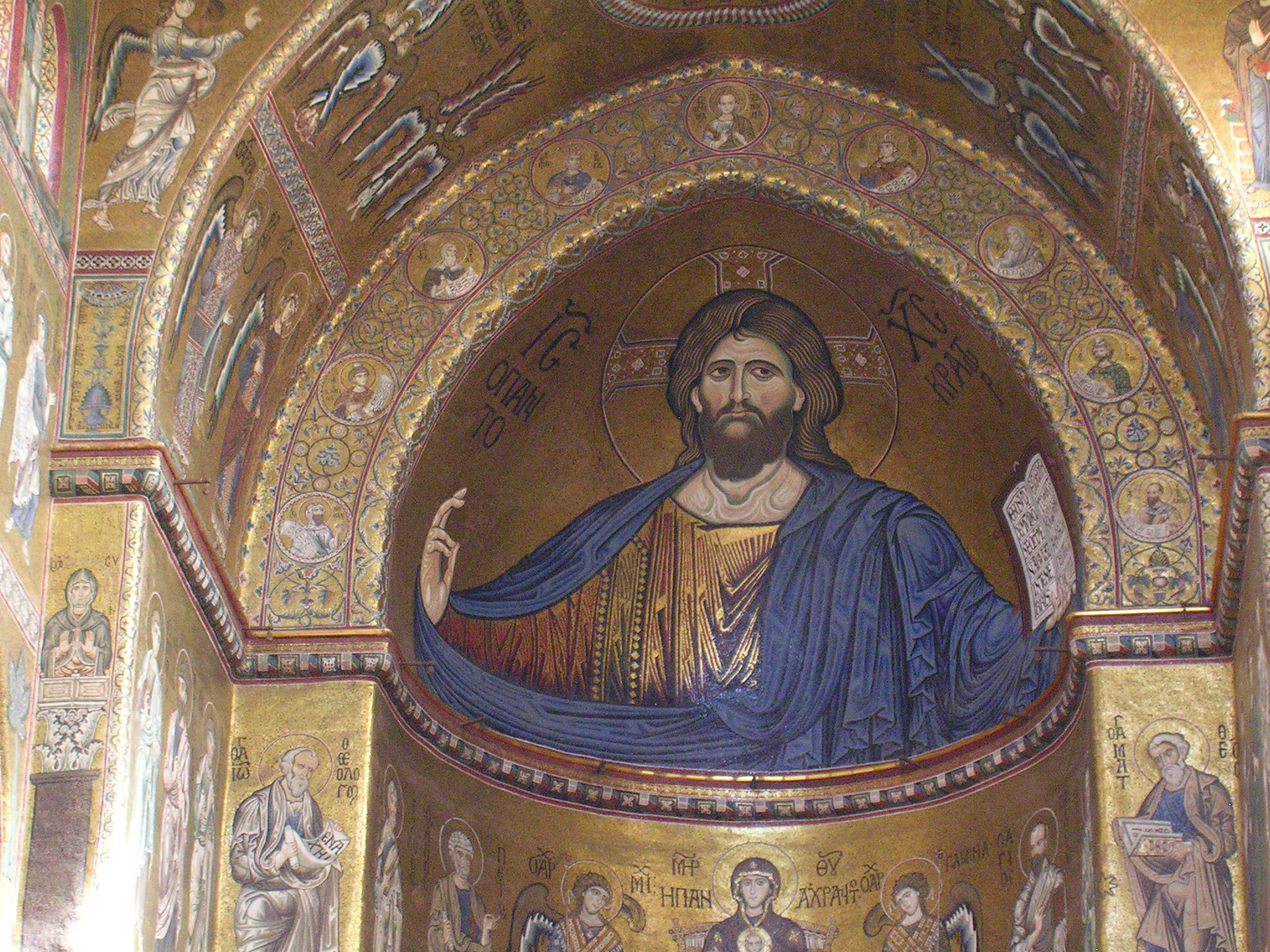
Cristo Pantocratore nel Duomo di Monreale.
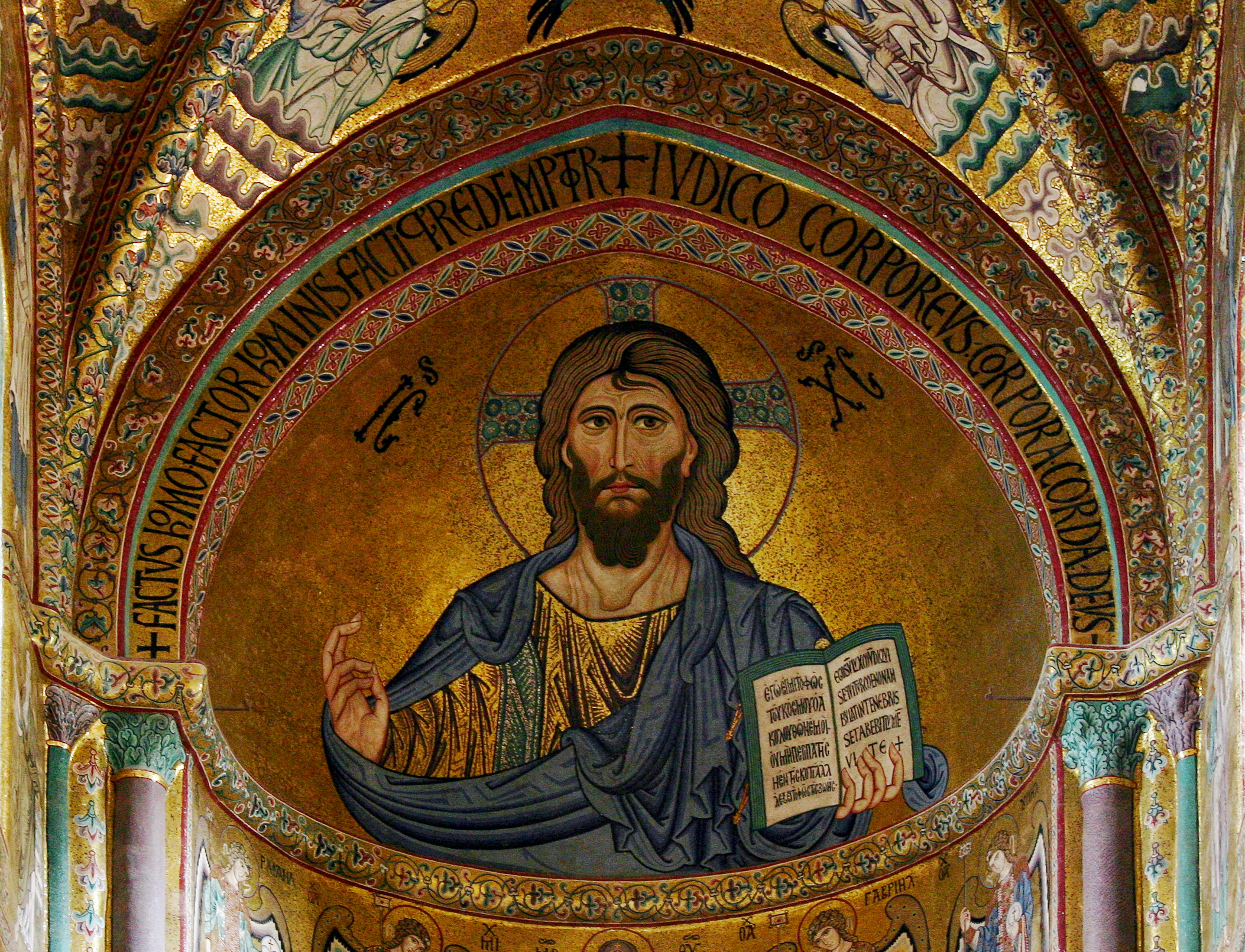
Mosaico della Basilica-Cattedrale di Cefalù.
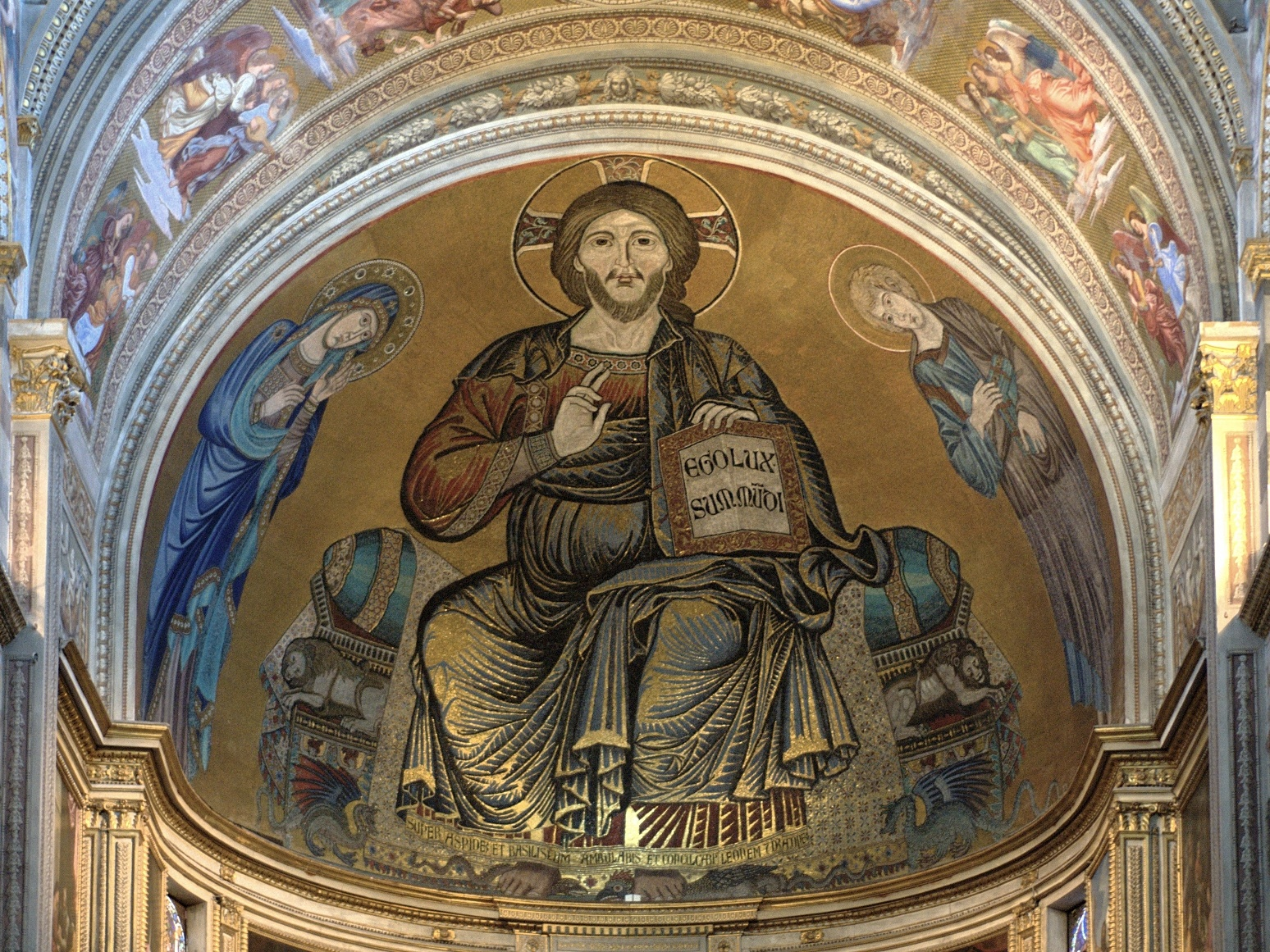
Cristo Pantocratore nel Duomo di Pisa.
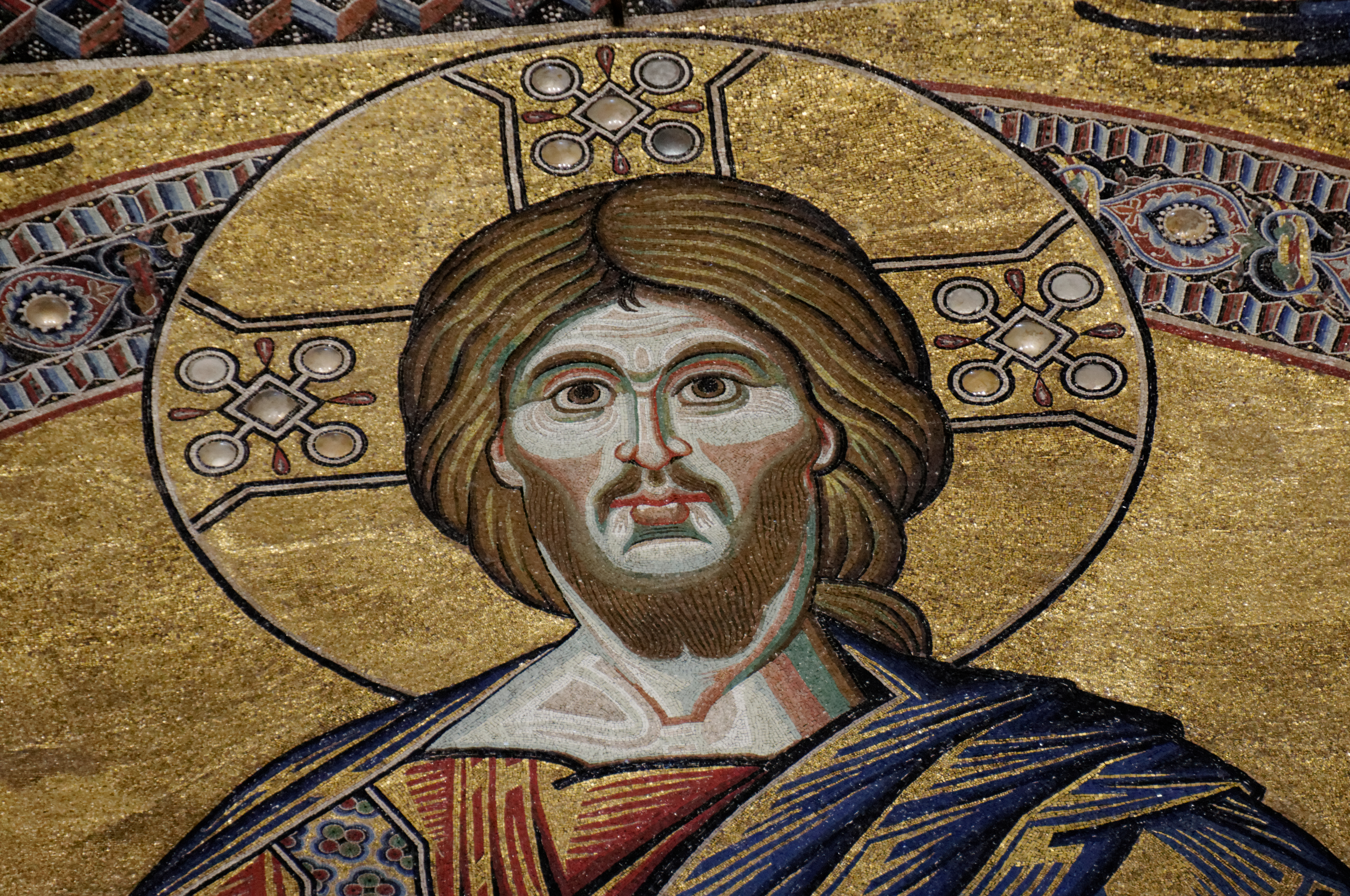
Cristo Pantocratore nel Battistero di San Giovanni a Firenze.
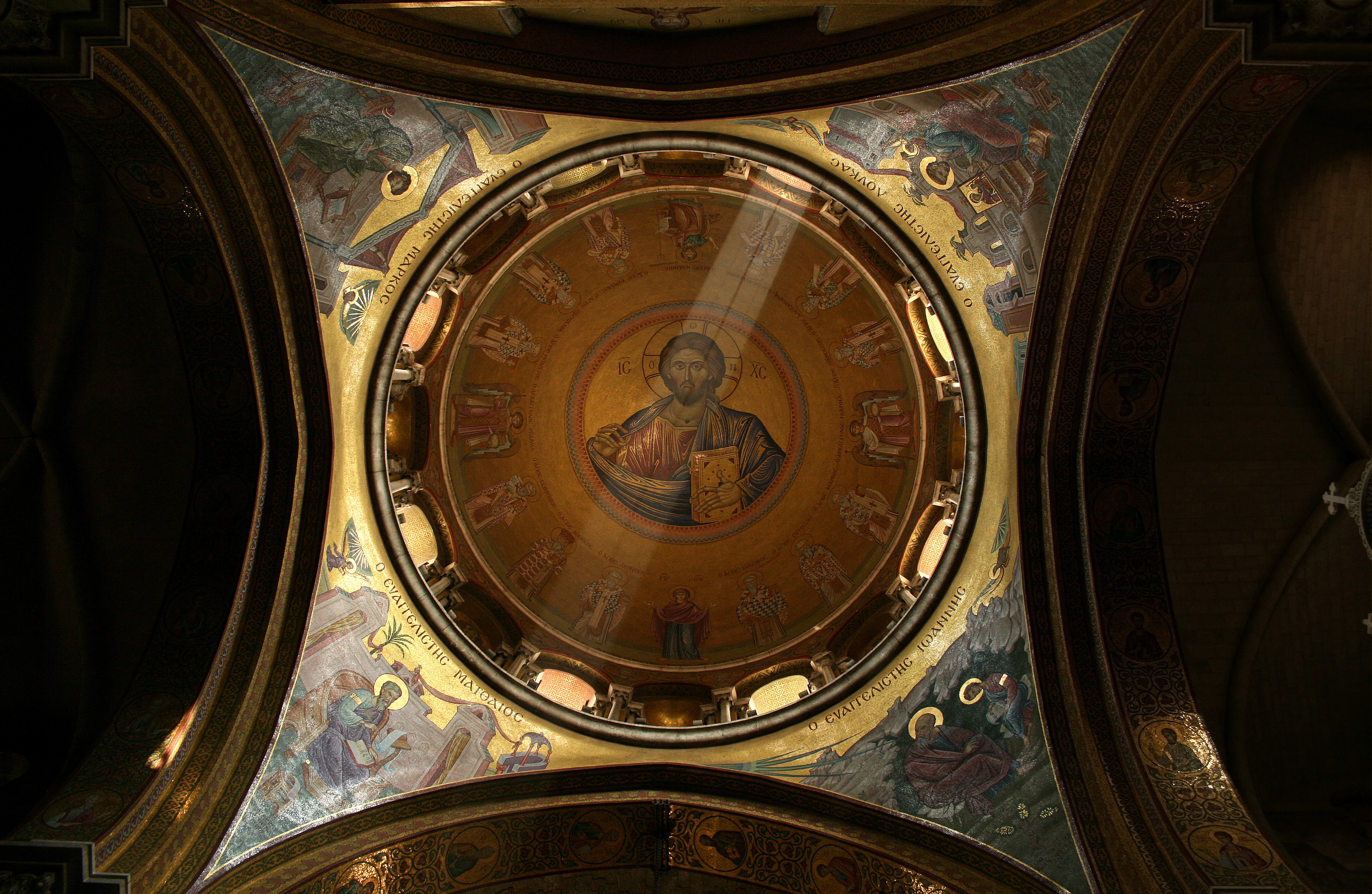
Cristo Pantocratore nella Basilica del Santo Sepolcro a Gerusalemme
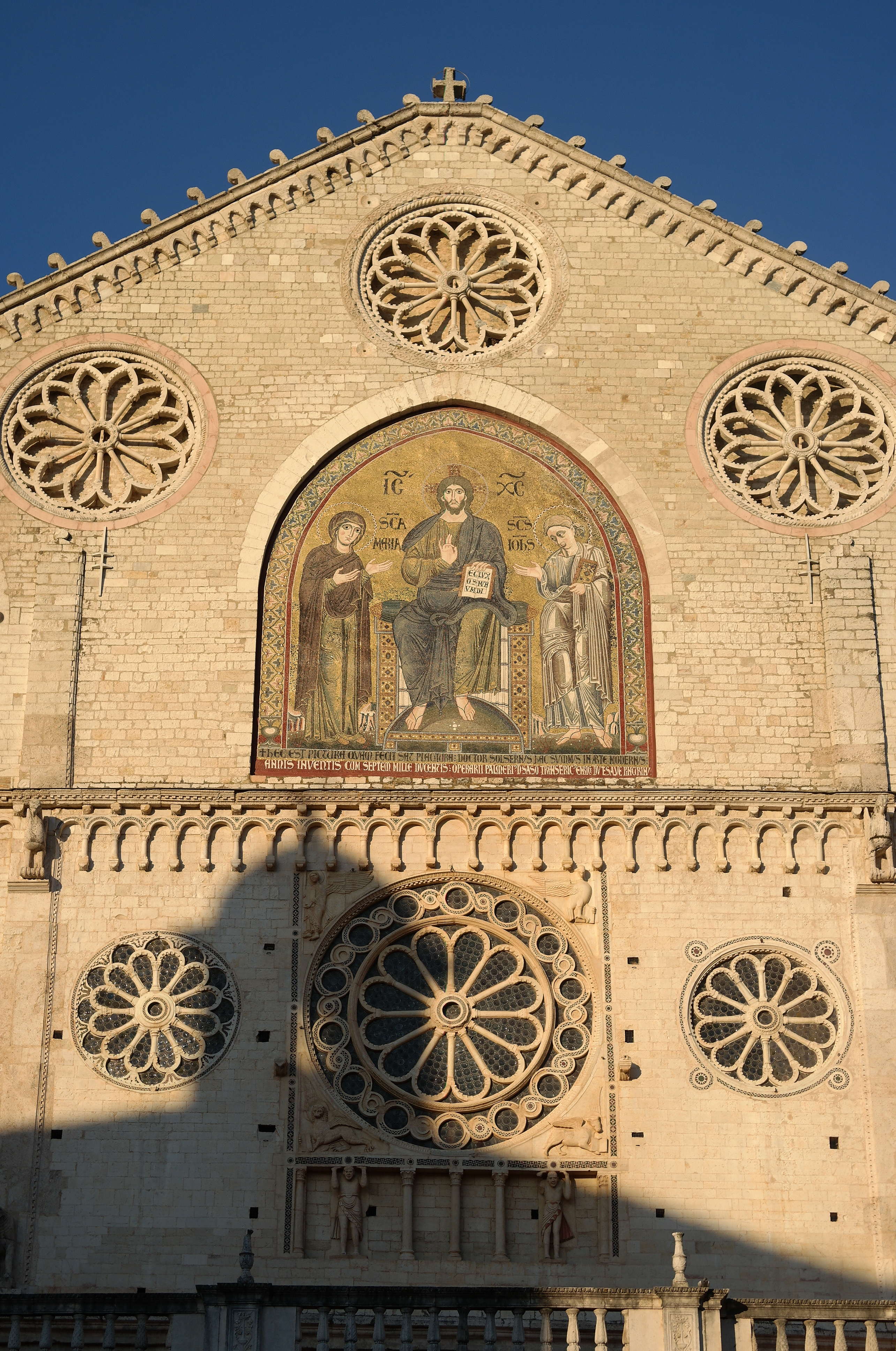
Cristo Pantocratore nel mosaico della facciata del Duomo di Spoleto.
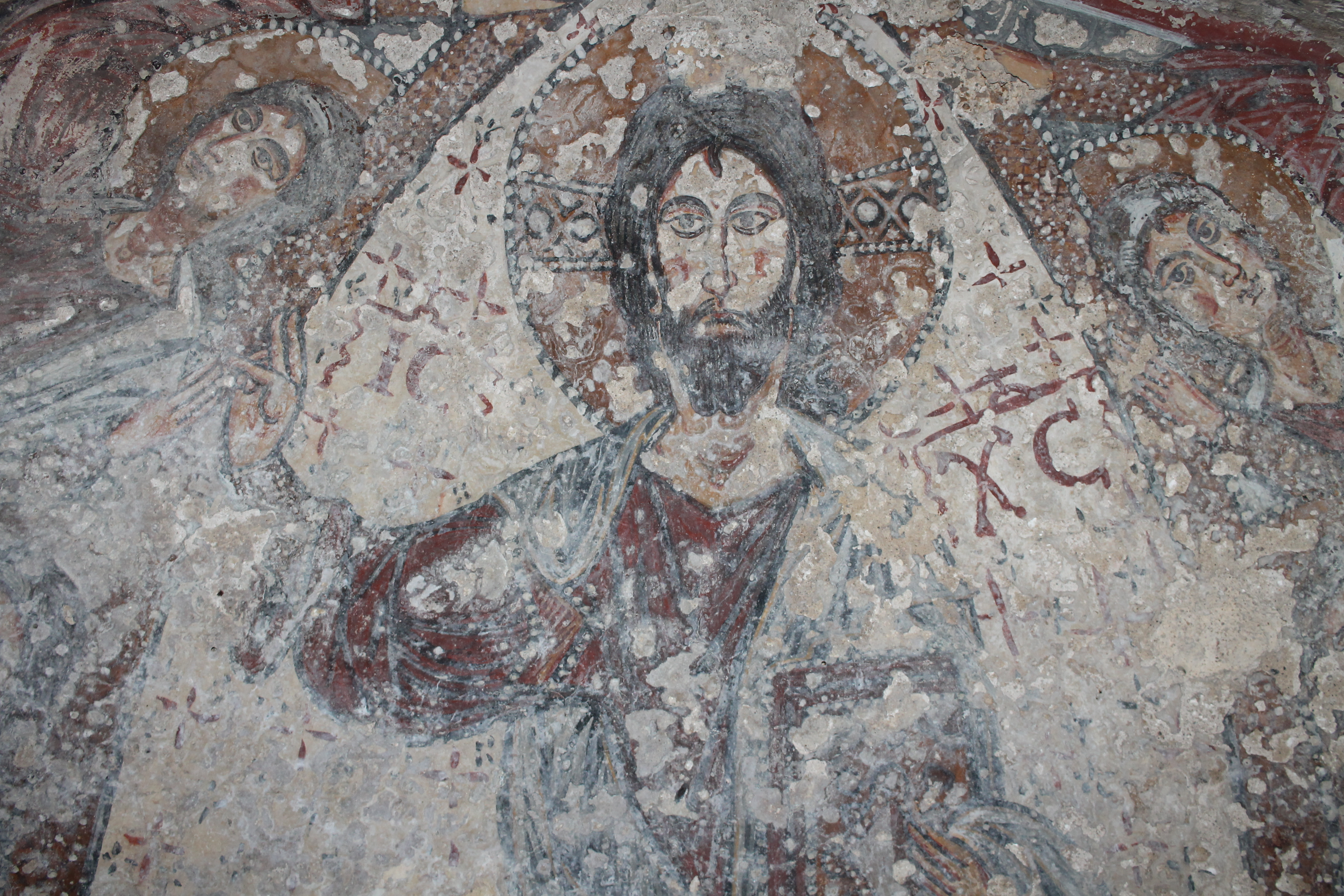
Cristo Pantocratore nella chiesa rupestre del Crocifisso di Lentini.